# قلعه عبدل‌آباد
قلعه عبدل‌آباد ، روستایی از توابع بخش شریف‌آباد شهرستان پاکدشت در استان تهران ایران است.

## جمعیت
این روستا در دهستان شریف‌آباد قرار دارد و براساس سرشماری مرکز آمار ایران در سال ۱۳۸۵، جمعیت آن ۷۲۴ نفر (۱۶۸خانوار) بوده‌است.